# Meshal al-Ahmad al-Sabah
Meshal Al-Ahmad Al-Jaber Al-Sabah (født 27. september 1940) er
emir af Kuwait. Han tiltrådte som emir 16. december 2023 i en alder af 83 år efter sin halvbror emir Nawaf Al-Ahmad Al-Sabahs død. Før han blev emir, var han verdens ældste kronprins.